# سیارک ۸۷۶۹
سیارک ۸۷۶۹ (به انگلیسی: 8769 Arctictern، نامگذاری:2181T-2) هشت هزار و هفتصد و شصت و نهمین سیارک کشف شده‌است که در ۲۹ سپتامبر ۱۹۷۳ کشف شد.
قدر مطلق سیارک برابر ۱۳٫۵۰ است.